# Língua aari
O aari (também chamada ari, ara, aro, aarai) é uma língua omótica falado pelo povo indígena de mesmo nome, no Sul da Etiópia. 
O idioma usa o sistema de escrita  latino e etíope, mas alfabetização dos aari é de cerca de 10%.

## História
No final do século XIX, os governantes amharas foram enviados para a região do Rio Omo pelo imperador Menelik II da Etiópia. No início do século seguinte, os governantes de Amhara haviam se tornado proprietários da região e os aari se tornaram seus servos. Além disso, uma forte bebida alcoólica conhecida como 'araqe' foi introduzida na área e a cultura aari começou a declinar. O declínio foi revertido em 1974, quando a monarquia foi derrubada e os aari foram capazes de recuperar suas terras tradicionais. Desde então, as situações sociais e econômicas melhoraram dramaticamente e o interesse pela educação floresceu; A maioria das cidades aari hoje tem pelo menos uma escola. A fé também é um modo de vida em todas as comunidades dos aari e a maioria das cidades possui uma igreja ortodoxa. Existe uma população significativa de aari que também pratica suas crenças tradicionais.

## Situação hoje
Em 2007, havia uma população de 235 mil pessoas que falavam aari como primeira língua, dos quais 129.350 eram monolingues. 13.319 usuários de como segunda língua também foram registrados em 2007. A população étnica era de 155.002 em 1989.
aari é usado em casa e nos mercados locais. O tamanho da tribo aari está crescendo e, portanto, o idioma aari viu um aumento no uso e desenvolvimento da linguagem nos últimos anos. O idioma é aprendido por todo o povo aari e por alguns membros das tribos vizinhas. Muitos falantes de aari também usam a língua amárica, o idioma oficial da Etiópia ou o | Wolaytta, língua um povo Omótico vizinho.

## Dialetos
Existem nove dialetos da língua aari, cada um associado a uma antiga chefia. Embora esses dialetos sejam mutuamente inteligíveis, alguns também possuem características distintas.
Aqui os dialetos aari com os nomes alternativos entre parênteses.
- Bako (Baco)
- Biyo (Bio)
- Laydo
- Seyki
- Shangama
- Sido
- Wubahamer (Ubamer)
- Zeddo

## Fonologia
|             |             | Labial | Alveolar | Palatal | Velar | Uvular | Glotal |
| ----------- | ----------- | ------ | -------- | ------- | ----- | ------ | ------ |
| Nasal       | Nasal       | m      | n        |         |       |        |        |
| Plosivo     | surdo       | p      | t        |         | k     | q      |        |
| Plosivo     | sonoro      | b      | d        |         | g     |        |        |
| Plosivo     | glotal      | p'     | ɗ        |         |       |        | ʔ      |
| Africado    | pulmônico   |        | ts       | tʃ      |       |        |        |
| Africado    | ejetivo     |        | tsʼ      | tʃʼ     |       |        |        |
| Fricativo   | surdo       | f      | s        | ʃ       |       |        |        |
| Fricativo   | sonoro      |        | z        | ʒ       |       |        | ɦ      |
| Vibrante    | Vibrante    |        | r        |         |       |        |        |
| Aproximante | Aproximante | ʋ      | l        | j       |       |        |        |

|         | Anterior | Posterior |
| ------- | -------- | --------- |
| Fechada | i        | u         |
| Medial  | e        | o         |
| Aberta  | a        |           |

aari apresenta dois tons, alto e baixo.

## Gramática
aari é uma língua [SOV], o que significa que a sentença em português "a vaca (sujeito) comeu (verbo) a grama (objeto)" seria traduzida para o o aari como "grama (objeto) vaca (sujeito) (objeto) comeu (verbo). "

### Verbos
Em aari, formas causativas da maioria dos verbos podem ser criadas adicionando o sufixo - sis – à raiz do verbo.

### Exemplo de conjugação
Raiz de verbo  buruk , que significa "fervura".
O radical causador de  buruk-  é  burukš- , tornando este verbo irregular.
"Ferver" é  burukinti . Consiste no radical  burukint  com o infinitivo (também chamado sufixo do substantivo verbal)  -inti .
A terceira pessoa do singular passado do indicativo do verbo burukinti é 'búrukse' '("fervia").
O presente é búrukše, "ele ferve [alguma coisa]".
Uma frase pode ser formada com o verbo  buruk  adicionando um substantivo como um objeto (algo que está sendo fervido).  Búrukše ...  significa "ele fervia ...", então "ele fervia água" seria  noqá búrukše .
Observe que em aari o objeto vem antes do verbo;  búrukše noqá  não está correto.

## Ortografia
A língua aari usa uma escrita latina e uma escrita Etíope, mas menos de 10% dos falantes de aari sabem ler. A escolaridade não é bem desenvolvida nessa região do mundo; portanto, o aari é mais falado do que escrito e para a maioria dos falantes não há utilidade para os dois sistemas de escrita. No entanto, apesar disso, existem escolas em numerosas aldeias e há esforços para promover a educação e a alfabetização. Atualmente, 8% dos usuários do segundo idioma são alfabetizados em aari.
O Novo Testamento foi traduzido para o aari em 1997. Além disso, alguns outros livros foram traduzidos para o aari para ajudar a promover a alfabetização; Gênesis Êxodo, 1 e 2 Samuel, 1 e 2 Reis, Ester, Rute, Salmos, Levítico, Josué e Juízes foram todos traduzidos para aari, mas atualmente apenas Gênesis foi publicado. Algumas organizações externas estão trabalhando com as igrejas de aari para escrever uma Bíblia completa de aari e aumentar a taxa de alfabetização.

## Vocabulário
- laqimiu?  - como você está?
- laqimi  - responda a  laqimiu
- noqá  - água
- waakí  - gado
- zémma  - manhã
- gurdá  - cerca
- sónqa  - beijo
- tóoni  - resíduos
- wókka  - machado
- isimana  - irmão
- enani  - irmã
- abiya  - pai
- emiya  - mãe
- hanna  - você
- etsimi  - comida
- fecha  - terreno
- kiee  - marido
- ekina  - repolho
- hami  - terras agrícolas